# Outseats
Outseats var en civil parish 1866–2015 i distriktet Derbyshire Dales, i Storbritannien. Den ligger i grevskapet Derbyshire i England, i den södra delen av landet, 230 km nordväst om huvudstaden London. Den 1 april 2015 slogs den samma med Hathersage civil parish. Civil parish hade 502 invånare år 2001.